# Umbrabusksmyg
Umbrabusksmyg (Sericornis nouhuysi) är en fågel i familjen taggnäbbar inom ordningen tättingar.

## Utbredning och systematik
Umbrabusksmyg förekommer på Nya Guinea. Den delas in i elva underarter med följande utbredning:
- Sericornis nouhuysi cantans – nordöstra Nya Guinea (bergstrakter på Vogelkophalvön; bestånd i Fakfak- och Kumawabergen kan också utgöra denna underart)
- Sericornis nouhuysi nouhuysi – högländer på västra Nya Guinea (Weyland-, Nassau- och Oranjebergen)
- Sericornis nouhuysi idenburgi – norra Nya Guinea (nordöstra delen av Western Ranges, på sluttningar ovan Taritarufloden; kan utgöra en hybridpopulation mellan umbrabusksmyg och glasögonbusksmyg
- Sericornis nouhuysi stresemanni – centrala högländerna på Nya Guinea; möjligen synonym med pontifex
- Sericornis nouhuysi adelberti – nordöstra Nya Guinea (Adelbert Mountains)
- Sericornis nouhuysi oorti – Herzogberget och berg på Huonhalvön
- Sericornis nouhuysi monticola – höga bergstrakter i Owen Stanley-bergen på sydöstra Nya Guinea
- Sericornis nouhuysi jobiensis – ön Yapen
- Sericornis nouhuysi boreonesioticus – norra Nya Guinea (Toricellibergen); möjligen synonym med virgatus
- Sericornis nouhuysi pontifex – norra Nya Guinea (Sepikbergen)
- Sericornis nouhuysi virgatus – bergstrakter på östra Nya Guinea (övre avrinningsområdet för flodkomplexet Sepik/Ramu)

IOC synonymiserar boreonesioticus med virgatus.

## Status
IUCN kategoriserar arten som livskraftig.